# This Man Is Mine
Pour plus de détails, voir Fiche technique et Distribution.
This Man Is Mine est un film américain réalisé par John Cromwell, sorti en 1934.

## Synopsis
Tony et Jim Dunlap sont mariés et heureux. Cependant, Jim, ennuyeux mais fiable, était amoureux de Fran Harper, une amie d'école de Tony, avant que lui et Tony ne se marient. Fran vient de divorcer. Maintenant, Fran arrive, emmenant son petit ami Mort Holmes, et elle a l'intention de voler Jim à Tony.
Tony voit Fran comme un rappel de sa propre mère, qui a quitté le père de Tony et l'a fait boire à mort. Ainsi, Tony est déterminé à éviter de rencontrer Fran. Cependant, ils se retrouvent chez leurs amis, Jud et Bee McCrae, et Fran s'en va avec Jim après que tout le monde est parti. Lorsque Tony découvre que Jim et Fran ont été ensemble, elle menace de divorcer. Cependant, Tony finit par battre Fran à son propre jeu et reconquiert Jim.

## Fiche technique
- Titre : This Man Is Mine
- Réalisation : John Cromwell
- Scénario : Jane Murfin d'après la pièce Love Flies in the Window de Anne Morrison Chapin
- Photographie : David Abel
- Montage : William Morgan
- Musique : Roy Webb (non crédité)
- Décors : Carroll Clark et Van Nest Polglase
- Producteur : Pandro S. Berman et Merian C. Cooper (producteur exécutif)
- Société de production : RKO Pictures
- Pays e production :  États-Unis
- Format : Noir et blanc — 35 mm — 1,37:1 — Son : Mono (RCA Victor System)
- Genre : Film dramatique, Film romantique
- Durée : 76 minutes (1 h 16)
- Date de sortie : 
  - États-Unis : 13 avril 1934

## Distribution
- Irene Dunne : Tony Dunlap
- Constance Cummings : Francesca 'Fran' Harper
- Ralph Bellamy : Jim Dunlap
- Kay Johnson : Bee McCrae
- Charles Starrett : Jud McCrae
- Vivian Tobin : Rita
- Sidney Blackmer : Mortimer 'Mort' Holmes
- Louis Mason : Slim